# Ale Bagu
Ale Bagu, auch bekannt unter dem Namen Ummuna, ist ein länglicher, 1031 Meter hoher Schichtvulkan südwestlich des Vulkans Erta Ale. Er ist der höchste der Erta-Ale-Vulkankette. Im Gegensatz zu den anderen Vulkanen der Erta-Ale-Kette ist der Ale Bagu bedeckt mit basaltischem pyroklastischem Gestein. Die Gipfelkrater sind von Nordnordwest nach Südsüdost ausgerichtet. Der Hauptkrater hat die Ausmaße 750 × 450 Meter.